# Jubileo de Oro de Carlos XVI Gustavo de Suecia
El Jubileo de Oro de Carlos XVI Gustavo, fue un evento de carácter festivo que se celebró en el año 2023 en el Reino de Suecia para conmemorar el 50° aniversario de la ascensión al trono sueco del Rey Carlos XVI Gustavo el 15 de septiembre de 1973 tras el fallecimiento de su abuelo, el rey Gustavo VI Adolfo de Suecia. También estuvo marcado por el 500° aniversario de la elección de Gustav Vasa como Rey de Suecia en 1523.

## Estandarte del Jubileo
Durante la primavera del 2022, el Palacio Real lanzó un concurso, dirigido a estudiantes universitarios de diseño gráfico, para idear un símbolo para el año jubilar. El ganador del concurso fue Elis Nyström, estudiante del King's College de la Universidad Tecnológica de Estocolmo.
El emblema consta de diferentes formas geométricas. La piedra verde simboliza el interés del Rey por la naturaleza, el azul por el Mar Báltico, el púrpura es un color real común y la piedra roja también se encuentra en la corona real. Nyström dijo que las formas geométricas también deberían estar "asociadas con confeti, que encaja bien cuando tenemos una celebración por delante".

## Celebraciones

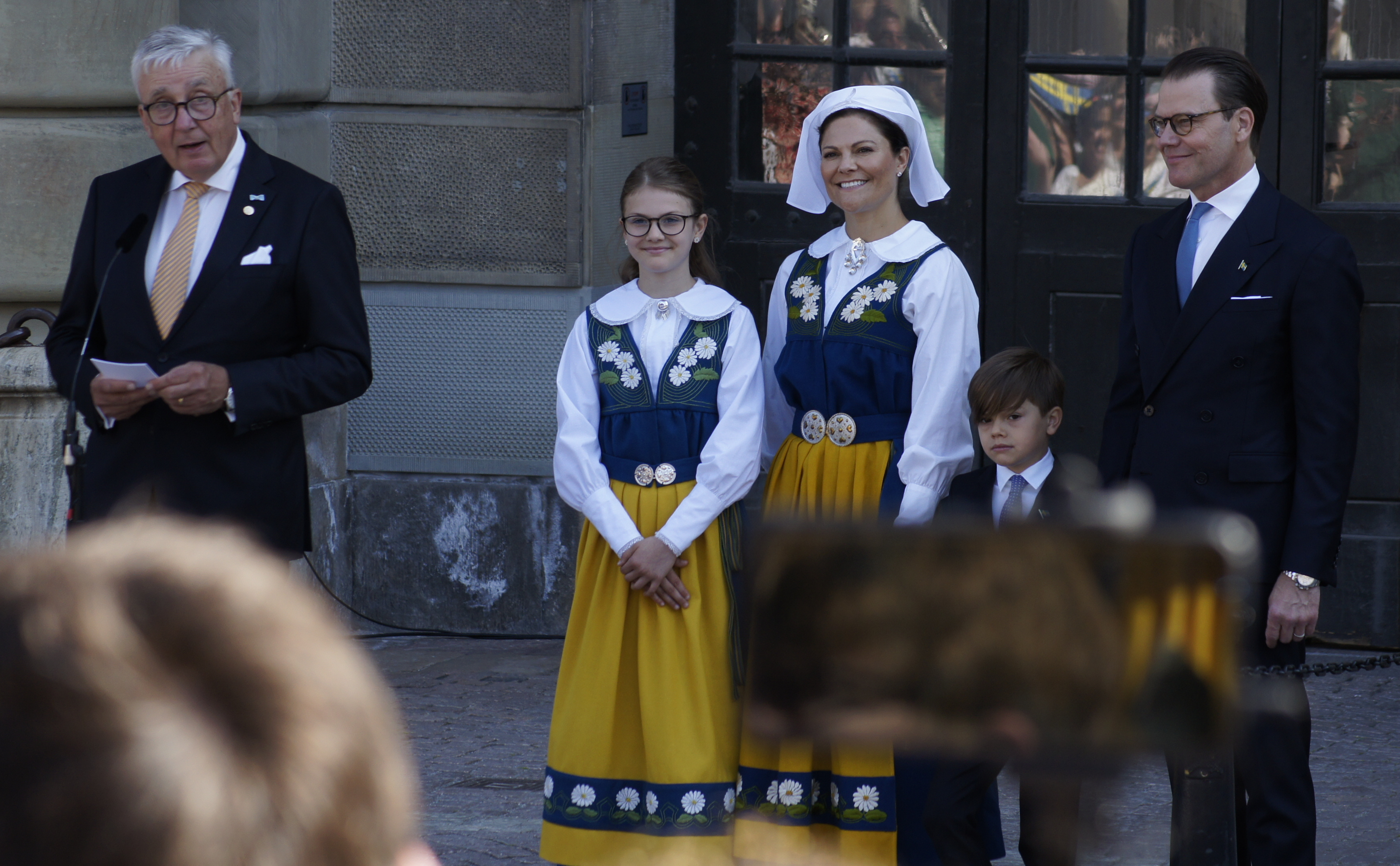
El mariscal Fredrik Wersäll y la familia de la princesa heredera inauguran el Palacio de Estocolmo el 6 de junio de 2023

Algunos eventos relacionados al Jubileo se empezaran a celebrar desde diciembre del 2022 y la cual el grueso de los eventos será a lo largo del año 2023, año del Jubileo, coincidiendo también con la conmemoración del 500 aniversario de la elección de Gustavo Vasa como Rey de Suecia. y cuya ceremonia de arranque, será  en enero, con una cena en el Palacio de Estocolmo y de la que contarán con la presencia de los principales monarcas de las casas reales del mundo. De febrero a septiembre del 2023, el Rey y la Reina viajarán por toda Suecia y visitarán varias ciudades, desde Malmö en el sur hasta Luleå en el norte.
El 6 de junio del 2023, cuando marque el 500° aniversario de la elección de Gustavo Vasa como Rey de Suecia, el Rey y la Reina comenzarán las celebraciones del Día Nacional en Strängnäs y finalizarán el día en Estocolmo. La celebración del Día Nacional en Skansen en Estocolmo será más extensa este año jubilar. Por la noche, el Rey ofrecerá una gran recepción del Día Nacional para los representantes de Suecia y el cuerpo diplomático de algunos países del mundo en el Museo Nórdico.

### 15 de Septiembre

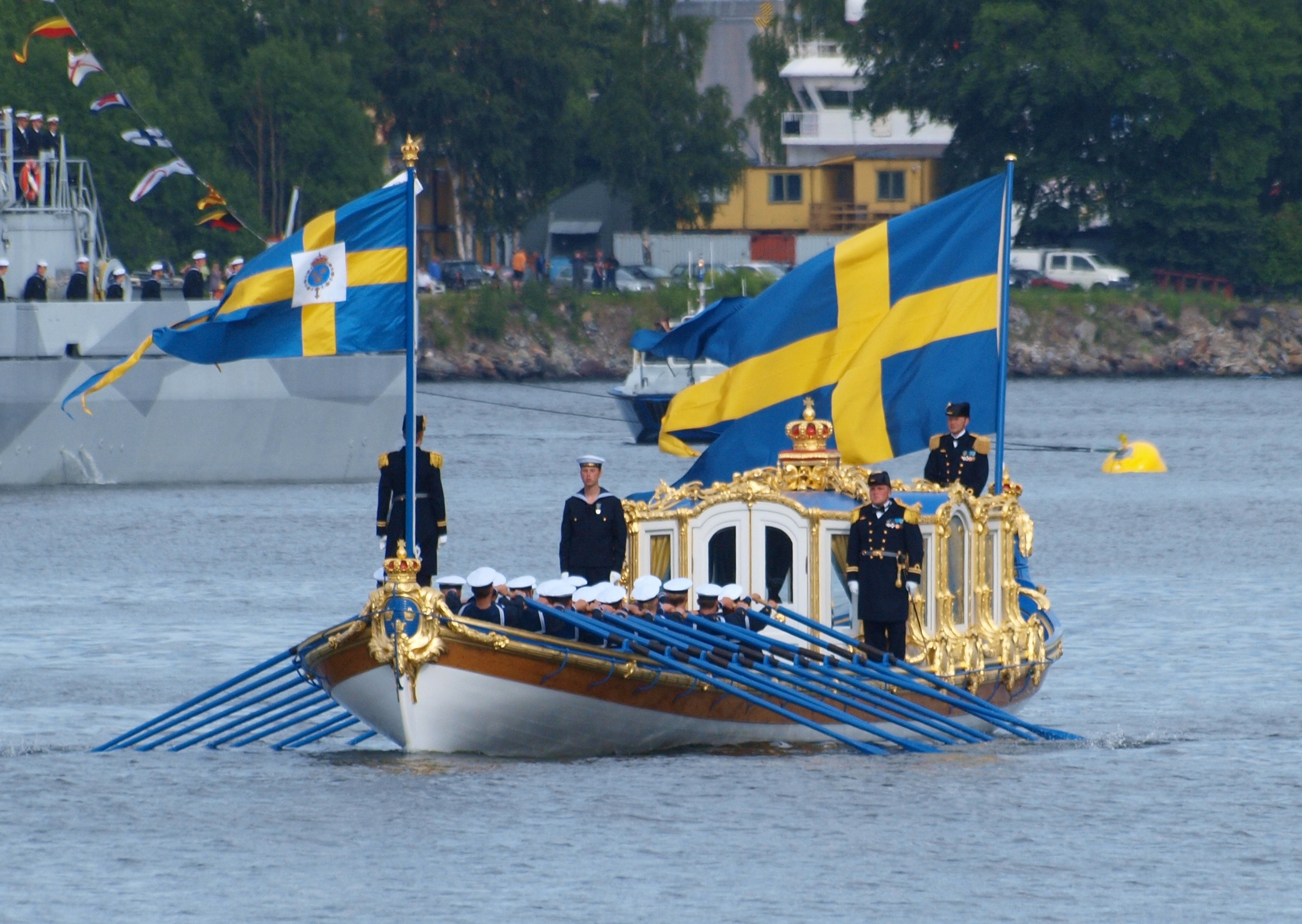
La lancha real de la Orden Vasa en la que viajó la Pareja Real el 16 de septiembre de 2023 como parte del jubileo.

En el 50° aniversario del ascenso de Carlos XVI Gustavo, tras el fallecimiento de su abuelo el rey Gustavo VI Adolfo como rey de Suecia el 15 de septiembre de 1973, el día comenzó con un "Te Deum" en la iglesia del castillo. El servicio fue dirigido por el obispo Johan Dalman, predicador principal de la corte, y el pastor de la congregación de la corte, Michael Bjerkhagen.
Después del servicio en la iglesia del castillo, el regimiento anfibio de Estocolmo hizo un saludo a las 12:00, hora local desde Skeppsholmen. Posteriormente se llevó a cabo un cambio de guardia donde el Escuadrón Life de Life Guard reemplazó a la Compañía Life de Life Guard, en presencia de Carlos XVI Gustavo y de su hijo, el príncipe Carlos Felipe. Tras el cambio de guardia, la Real Academia de Música organizó, en colaboración con Sjungande Barn, un homenaje de cantante a SM el Rey. Participaron alrededor de 130 cantantes de toda Suecia.
Por la tarde, la televisión y la radio suecas transmitieron el discurso de aniversario de Su Majestad el Rey al pueblo de Suecia.
Más tarde se celebró una cena de aniversario en el Rikssalen. Entre los invitados se encuentran invitados reales extranjeros, jefes de Estado y representantes de diversas partes de Suecia. Al día siguiente, la pareja real realizó una procesión por la capital y finalizó en Lejonbacken con un concierto de celebración.
Durante el día también se mantuvo abierto el Cementerio Real para que el público tuviera la oportunidad de visitar la tumba de Gustavo VI Adolfo.

### 16 de septiembre
Durante el día se llevó a cabo una procesión tirada por caballos con sus majestades, el Rey y la Reina por el centro de Estocolmo. El cortejo terminó con la pareja real viajando en el balandro real Vasaorden pasando Kastellholmen, a través del arroyo de Estocolmo hasta el bajo Logårdstrappan. Después del cortejo se realizó un sobrevuelo sobre el Castillo de Estocolmo.
La ciudad de Estocolmo organizó un concierto jubilar en Norrbro para SM el Rey. Durante el concierto actuaron varios artistas suecos.
Un nuevo retrato oficial de S.M. El Rey se publicó a principios de año. La fotografía tomada por Thron Ullberg en el Rikssalen del Palacio de Estocolmo muestra al rey delante del trono plateado de la reina Kristina vistiendo un uniforme de almirante. Además, el rey lleva cadenas de las órdenes Serafín, Espada, Estrella del Norte y Vasa, kraschans de las órdenes Serafín y Vasa, la insignia de Gran Comandante de la Orden Dannebrog alrededor del cuello y medallas conmemorativas reales suecas y noruegas.

### Día de la Bandera
En mayo de 2023, el gobierno de Kristersson presentó propuestas para modificar el reglamento (1982:279) sobre los días de bandera pública para introducir un día de bandera temporal el 15 de septiembre de 2023 debido al aniversario. El proyecto de ley fue aprobado por el Riksdag el 21 de junio con 282 votos a favor y 21 en contra (sólo el Partido de Izquierda estaba en contra). El nuevo día de la bandera se formalizó con la reunión del gobierno el 6 de julio del 2023.

## Invitados
A las festividades principales del 14 y 15 de septiembre de 2023 asistieron miembros de la familia real sueca, miembros de familias reales extranjeras y jefes de Estado.

### Familia real sueca
- El rey y la reina[5]
- La princesa heredera y el duque de Västergötland, hija y yerno del rey
  - La duquesa de Östergötland, nieta del rey
  - El duque de Skåne, nieto del rey
- El duque y la duquesa de Värmland, hijo y nuera del rey
  - El duque de Södermanland, el duque de Dalarna y el duque de Halland, nietos del rey
- La duquesa de Hälsingland y Gästrikland y el señor Christopher O'Neill, hija y yerno del rey
  - La princesa Cristina, la señora Magnuson y el señor Tord Magnuson, hermana y cuñado del rey.
  - El conde Bertil y la condesa Jill Bernadotte de Wisborg, prima segunda del rey

### Otras casas reales
- : Dinamarca,la Reina de Dinamarca, prima hermana del Rey.[5]
  - El Príncipe Heredero y la Princesa Heredera de Dinamarca.
- *  Reino de Grecia: La reina Ana María de los Helenos, prima hermana del rey.
- Noruega El Rey y la Reina de Noruega.[5]
  - El Príncipe Heredero de Noruega, primo tercero del Rey

### Dignatarios extranjeros
- Finlandia: Sauli Niinistö, presidente de la República de Finlandia, y Jenni Haukio
- Islandia: Guðni Th. Jóhannesson, presidente de Islandia, y Eliza Reid

## Cultura popular
El 24 de febrero de 2023 se estrenó la película El rey de Karin af Klintberg. Klintberg también creó la serie documental Kungen och jag, que se emitió en tres episodios en SVT a partir del 3 de septiembre.